# Naqsheh-ye Hir
Naqsheh-ye Hir (em persa: نقشه حير, também romanizada como Naqsheh-ye Ḩīr) é uma aldeia do distrito rural de Shalahi, no condado de Abadan, na província de Khuzistão, Irã.
Segundo o censo de 2006, sua população era de 483 habitantes, em 82 famílias.